# Mesogonia atramentatula
Mesogonia atramentatula är en insektsart som beskrevs av Gustav Breddin 1901. Mesogonia atramentatula ingår i släktet Mesogonia och familjen dvärgstritar. Inga underarter finns listade i Catalogue of Life.